# Falso bordone
Il falso bordone (o falsobordone) è una tecnica di armonizzazione usata nel tardo medioevo e nel primo rinascimento particolarmente dai compositori della Scuola di Borgogna. Guillaume Dufay fu il più grande compositore ad usare questa tecnica di composizione e probabilmente anche il suo inventore.

## Descrizione
Nella sua forma più semplice, il falsobordone consiste in un cantus firmus e due altre parti ad intervallo di terza e sesta  rispetto al basso. Per prevenire la monotonia o creare una cadenza, la voce più grave alcune volte scende di una ottava e ciascuna delle voci di accompagnamento può avere meno abbellimenti. Normalmente solo una piccola parte della composizione impiega la tecnica del falso bordone.

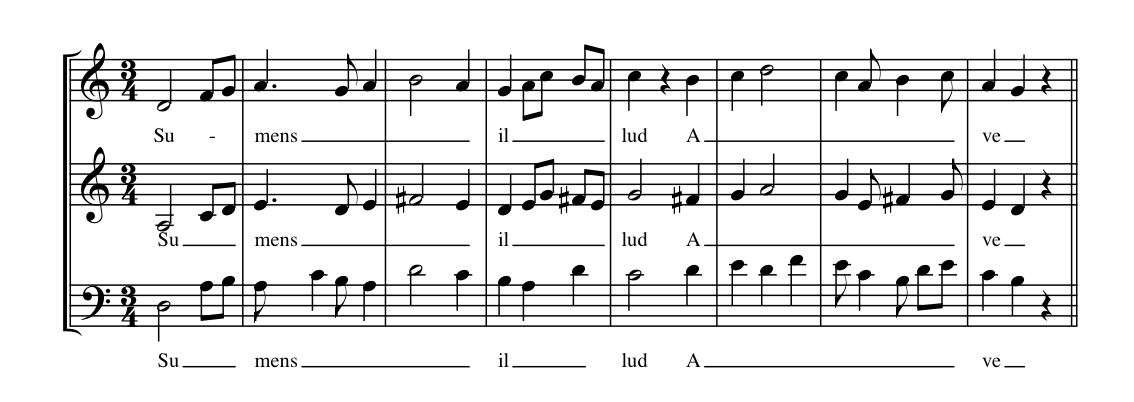
Esempio di falsobordone. Questo è l'inizio dell'inno mariano Ave Maris Stella di Guillaume Dufay, trascritto in notazione musicale moderna

 La prima e la terza linea sono composte in modo libero (in questo esempio la linea superiore è basata sulla melodia dell'antifona gregoriana); la linea di mezzo, designata come falsobordone, segue l'andamento della linea superiore, ma esattamente una quarta giusta sotto. La linea inferiore, è spesso ma non sempre, una sesta sotto la prima linea; Essa è abbellita e scritta con una cadenza all'ottava.

## Inno cantato
In un inno, mentre il coro canta in parallelo all'ottava, il cantante solista può cantare al discanto alto sulla melodia.

## Omofonia a quattro parti
Alcune volte il falsobordone può essere preso come una composizione omofonica a quattro voci.

## Storia
Il primo esempio di falso bordone può considerarsi quello del manoscritto di Bologna I-BC Q15 (Bologna, Museo internazionale e biblioteca della musica, Q15), compilato intorno al 1440 che contiene diversi esempi, compreso uno di Dufay datato attorno al 1430. Poiché molte composizioni dei primi anni del XV secolo sono anonime, e la datazione è spesso problematica, non è possibile attribuire a qualche compositore l'introduzione della tecnica del falso bordone.
Il contributo di Dufay all'uso di questo termine è riferibile alla sua Missa Sancti Jacobi. È possibile che il suo uso del termine bordone fu inteso come un gioco di parole che lo stesso Dufay o il copista segnarono in miniatura sotto la musica.
I primi esempi databili di falso bordone sono riscontrabili in un mottetto di Dufay Supremum est mortalibus, che fu scritto per il trattato di riconciliazione fra Papa Eugenio IV e Sigismondo di Lussemburgo, dopo che lo stesso fu incoronato come Imperatore del Sacro Romano Impero il 31 maggio del 1433. In questo mottetto, quando il tenor (la voce più bassa) tace, le voci superiori procedono in falso bordone (a tre, con sdoppiamento della voce acuta).
Nonostante il suo primo uso sembra sia avvenuto in Italia, il falso bordone divenne una caratteristica peculiare della Scuola di Borgogna che fiorì nei Paesi Bassi intorno alla metà del XV secolo. Compositori come Gilles Binchois, Antoine Busnois e Johannes Brassart usarono frequentemente tale tecnica, adattandola al loro stile personale.
Uno sviluppo relazionale, ma comunque separato, si realizzò in Inghilterra nel XV secolo e venne detto faburden. Esso era superficialmente simile ed era un metodo schematico di armonizzazione di un canto esistente; nel caso del faburden il canto era nella voce centrale.